# سیرک یخچالی

شکل‌گیری سیرک یخچالی و تشکیل دریاچه یخچالی

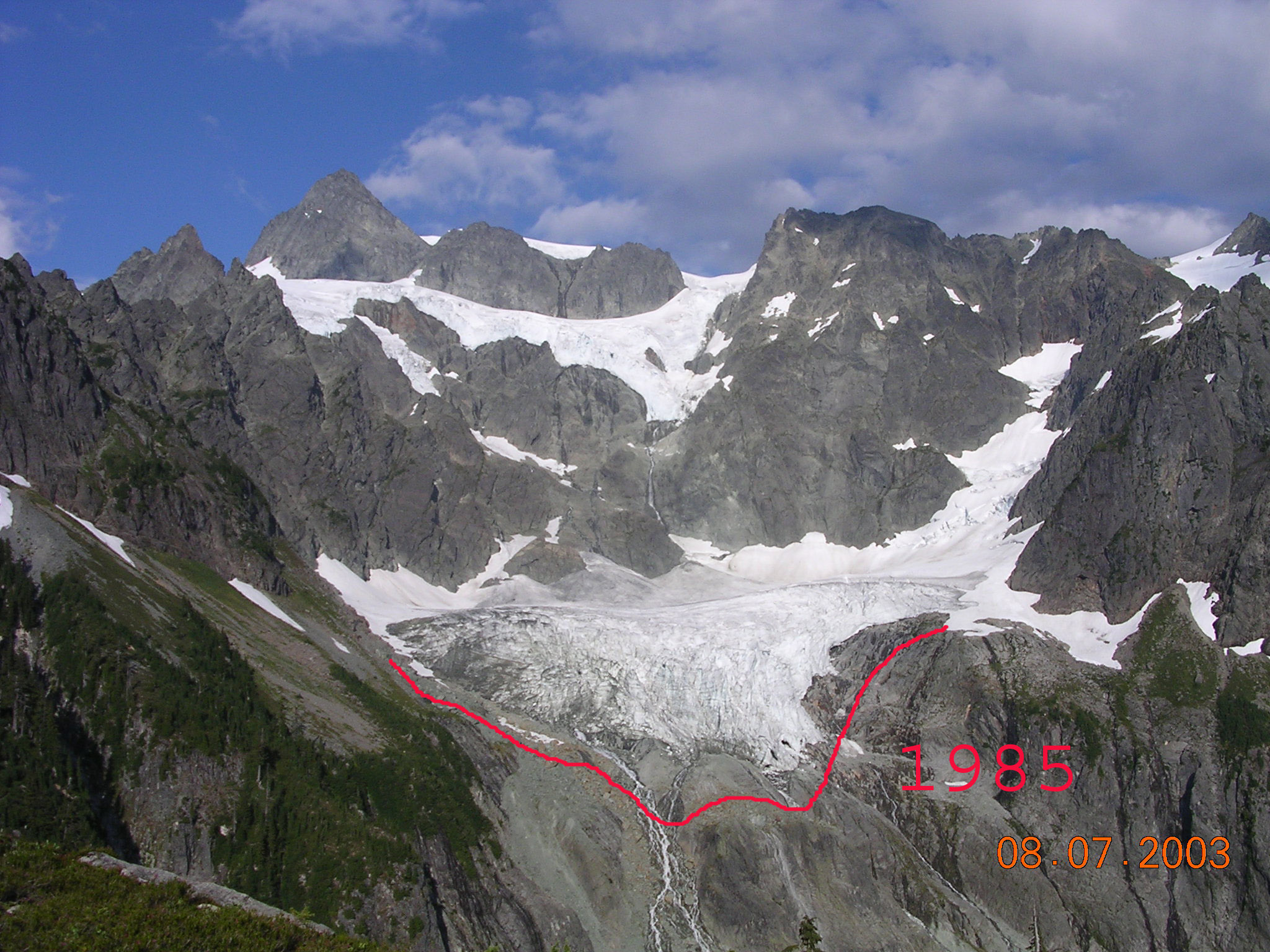
پهنه‌چال یخچال کورتیس در پارک ملی کسکیدز شمالی. اگر عقب‌نشینی و ذوب یخچال ادامه یابد، در محل پهنه‌چال، دریاچه تشکیل خواهد شد.

سیرک یخچالی یا پَهنه‌چال (به انگلیسی: Glacial cirque) فرورفتگی بزرگ و آمفی‌تئاترمانندی است که توسط یخرود در دامنهٔ کوه ایجاد می‌شود.
پهنه‌چال به صورت چاله‌ای مدور و عمیق با کناره‌های شیب‌دار در یخچال‌های طبیعی است که فرسایش یخچالی آن را ایجاد می‌کند و یخچال کوهستانی در آن جای می‌گیرد؛ بنابراین از ویژگی‌های مناطق یخچالی است که برف در این چاله‌ها فشرده شده و موجب تغذیه یخچال می‌شود. به سیرک یخچالی، چالگاه و چالان هم گفته‌اند.
در مناطقی که در گذشته تحت سلطه یخچال بوده‌اند، پهنه‌چال‌ها به‌صورت دریاچه درآمده و منظره زیبایی را به‌وجود می‌آورند. در ناحیه ولز انگلستان برای چنین چاله‌هایی از واژه cwm استفاده کرده و در اسکاتلند به آن‌ها corrie یا corie می‌گویند.
پس از ذوب برف و ناپدید شدن یخچال، سیرک یخچالی به‌شکل دریاچه یا کاسه‌ای عظیم جلوه‌گری می‌کند و ممکن است این کاسه از یک طرف بریده شده یا ممکن است در پایین‌دست به‌وسیله یک ضدشیب بسته شود.
در ارتفاعات بلند که قلل آن‌ها بالاتر از مرز برف‌های دائمی است، اغلب یخچال‌ها در داخل پهنه‌چال‌ها جای می‌گیرند. ابعاد این‌گونه یخچال‌ها ممکن است بسیار کوچک باشد و درازای آن‌ها گاهی از ده‌ها متر تجاوز نمی‌کند ولی در سیرک‌های وسیع اندازه آن‌ها بیشتر است. بهمن‌ها باعث تغذیه بیشتر در این‌گونه پهنه‌چال هستند. بین یخچال و دیواره سنگی آن‌ها شکافی وجود دارد که به آن ریمای (Rimaye) گفته می‌شود و در زمستان پوشیده از برف و در تابستان به‌علت ذوب برف، فضایی بین دیواره سنگی ظاهر می‌گردد.